# Polycyrtus maculatus
Polycyrtus maculatus är en stekelart som beskrevs av Zuniga 2004. Polycyrtus maculatus ingår i släktet Polycyrtus och familjen brokparasitsteklar. Inga underarter finns listade i Catalogue of Life.